# Læsø Klitplantage
Læsø Klitplantage er et 1.875 hektar stort klitplantage og hedeområde, beliggende på den nordlige del af Læsø. Den er anlagt i begyndelsen af 1900-tallet efter at det meste skov på øen var ryddet til saltsydning. Det er et statsejet område, hvor 1.200 ha er bevokset, mens resten er hede, eng, og klitarealer, og godt 500 ha blev fredet i 1961. Midt i plantagen ligger den tidligere lobeliesø Øster Foldgård Sø, og Højsande der er et sandflugtslandskab med øde klitter i op til 24 m højde. Området er en del af Natura 2000 område nr. 10 Holtemmen, Højsande og Nordmarken. 749 hektar skov i Læsø Klitplantage blev i 2018 udpeget til ny urørt nåletræsplantage. Et areal på 1.126 hektar blev i 2022 udpeget til Naturnationalpark Læsø Klitplantage.